# Lycée La Providence
Le lycée La Providence est un établissement scolaire catholique privé, accueillant un collège et un lycée, situé à Amiens, dans le département de la Somme (Hauts-de-France). Fondé et géré par la Compagnie de Jésus, il propose un enseignement de la maternelle à la formation professionnelle et technologique,.

## Histoire
Le lycée La Providence est fondé en 1850 par les Jésuites. Le bâtiment en centre ville est rasé par le bombardement allemand du 18 mai 1940. Une nouvelle construction commence en 1948, et est inaugurée à la rentrée 1951.

## Programmes
Les programmes d'échange linguistique actuels incluent l'Allemagne, l'Angleterre, le Pérou, la Chine, l'Italie et les Pays-Bas. Les sports pratiqués dans l'établissement comprennent le rugby, le basketball, le football, la natation, le water-polo, la gymnastique, le badminton, le handball, le futsal, la musculation et le tennis de table. L'établissement, au cours d'une année donnée, participe entre autres aux championnats de natation, de water-polo, de handball et de judo.
Les internats accueillent 460 filles et garçons, de la sixième à l'après-bac. Outre la piscine, il y a 24 hectares  autour de l'établissement.
La solidarité avec les pauvres et les défavorisés est inculquée à travers différents programmes du département pastoral tout au long de l'année. L'école a un programme élaboré de bourses pour ceux qui en ont besoin. Les parents sont encouragés à faire partie de l'APEL.

## Personnalités liées à l'établissement

### Élèves
- André Billy (1882-1971), écrivain ;
- Albéric de Calonne (1843-1915), historien ;
- Jean-Paul Delevoye, homme politique ;
- Laurent Delahousse, journaliste et présentateur TV ;
- Gilles de Robien, homme politique ;
- Fabrice Éboué, humoriste et acteur ;
- Émile Frechon (1848-1921), photographe ;
- Olivier Guéant, mathématicien ;
- Philippe Leclerc de Hauteclocque, général pendant la Seconde Guerre mondiale, maréchal de France ;
- Frédérique Macarez, femme politique ;
- Emmanuel Macron, président de la République[10],[11] ;
- Henri du Passage (1874-1963), père jésuite, théologien ;
- Pierre du Passage (1905-1989), résistant, général ;
- Victor Pauchet (1869-1936) chirurgien et écrivain;
- François Ruffin, journaliste et homme politique ;
- Jón Sveinsson (1857-1944), prêtre jésuite islandais et auteur de la série de livres Nonni ;
- Olivier Blanchard, chef économiste au FMI ;
- Wallerand de Saint-Just, avocat et homme politique.

### Professeur
- Brigitte Macron, ancienne enseignante et épouse d'Emmanuel Macron[12],[13]